# Ramon Grabolosa i Puigredon
Ramon Grabolosa i Puigredon (Olot, la Garrotxa, 28 de juny del 1921 — Santa Pau, la Garrotxa, 1 d'octubre del 1977) va ser un escriptor i historiador olotí.

## Obra escrita
- A partir del 1940 començà a fer col·laboracions, en vers i prosa i en castellà, per Arriba España (l'únic setmanari olotí de l'època). També inicià articles a Ariel, El Correo Catalán i Serra d'Or .

- Formà part del grup de redacció fundador de la revista olotina Pyrene, en la qual publicà, del 1949 al 1954, un seguit d'articles sobre aspectes literaris, geogràfics i folklòrics relacionats amb la comarca de la Garrotxa.

- Al principi de la dècada dels cinquanta desenvolupà una gran tasca en la premsa local, en la qual col·laborà signant amb diferents pseudònims —el més conegut és Alot — els articles que hi publicà setmanalment, i més tard també col·laborà en els setmanaris La Garrotxa i Olot-Misión. D'aquesta època, quedaren inèdits els assaigs El foc de les hores i Camí incert, i les novel·les L'endemà de cada dia i L'atracament.

- L'any 1959 aparegué el recull de contes Històries de Vila Vella.

- Més tard manifestà preferència pels estudis històrics comarcals, i publicà Besalú un país aspre i antic (1968, finalista del premi Maspons i Camarasa del 1966), Olot, els homes i la ciutat (1971, premi Maspons i Camarasa), Santa Pau i la seva Baronia (1971), Carlins i liberals (1972, premi Biografia Aedos), Olot, en les arts i en les lletres (1974, amb pròleg de Joan Maragall), i la descripció històrica i paisatgística de la vall d'en Bas i de les terres de Bianya a Les Vall d'Olot (1975, finalista del premi Catalonia del 1972).

- El 1976 publicà l'obra biogràfica Joan Carles Panyó i Figaró, sobre el primer director de les Escoles de Dibuix d'Olot i de Girona, amb la qual havia obtingut l'accèssit del certamen historicoliterari sobre temes gironins convocat l'any 1974 per la delegació provincial del Ministeri d'Informació i Turisme i la Casa de Cultura de Girona.